# Алън Брадли
Алън Брадли (на английски: Alan Bradley) е канадски писател, автор на бестселъри в жанра трилър и документалистика.

## Биография и творчество
Алън Брадли е роден на 10 октомври 1938 г. в Торонто, Онтарио, Канада. Има две по-големи сестри. След като баща им напуска семейството, майка им се мести в крайезерния град Кобург, Онтарио, където той отраства. Поради честите му боледувания става запален читател.
Получава диплома за инженер по електроника и работи в няколко радио и телевизионни станции в Онтарио, както и за кратко в Университета „Райърсън“. През 1969 г. става директор в медийния център на университета в град Саскатун, където работи в продължение на 25 години. През 1994 г. се пенсионира предварително, за да се посвети на писателската си кариера, и заедно със съпругата си Шърли се преместват в Келоуна, Британска Колумбия, където тя има нова работа.
Започва да пише в Саскатун и се присъединява към групата на местните писатели. Става първият президент на Съюза на писателите в Саскатун. Неговите детски разкази са излъчвани по радио CBC и са публикувани в различни литературни издания. Разказът му за деца „Meet Miss Mullen“ е удостоен с местна литературна награда. Освен разкази пише и сценарии, и преподава творческо писане на курсове в университета на Саскачеван.
В Саскатун е един от основателите на литературното общество „The Casebook“ (по сборника „Архивът на Шерлок Холмс“) посветено на изучаването на произведенията за Шерлок Холмс. През 1980 г. е издадена първата му документална книга „Ms. Holmes of Baker Street“ (Мисис Холмс от Бейкър Стрийт) в съавторство с д-р Уилям Сърджънт. В нея те развиват хипотезата, че Шерлок Холмс всъщност е жена. Книгата предизвиква национално медийно отразяване и голям отзвук сред читателите и критиката.
През 2006 г. е публикувана втората му документална книга биографичната „The Shoebox Bible“ (Библията в кутия за обувки), покъртителна история за детството му, подобна на книгата „Мистър Бог, тук е Ана“ от Сидни Джордж Хопкинс.
През 2007 г., по настояване на съпругата си, участва в конкурс на „Дагър“ за неиздаден роман. Ръкописът на първата глава и резюмето на книгата са удостоени с наградата „Дагър“ и той получава договор от издателство. Първият му криминален трилър „Сладкото на дъното на пая“ от поредицата „Мистериите на Флавия де Лус“ е публикуван през 2009 г. Главната героиня е единадесетгодишното, очарователно и необичайно умното за възрастта си момиче Флавия. Спокойният живот в родното ѝ градче Бишъпс Лейси е нарушен от необичайни събития и убийства, и тя, с неустоимия си чар и велосипеда си Гладис, се впуска в ролята на детектив в разследването на поредната мистерия. Романът е удостоен с наградата „Агата“ за най-добър първи криминален роман.
Всичките книги от поредицата са бестселъри на „Ню Йорк Таймс“. Те са преведени на 36 езика и са издадени в 37 страни по света. От 2015 г. са екранизирани от режисьора Сам Мендес в телевизионния сериал „Флавия де Лус“.
През 2009 г. семейството продава дома си в Британска Колумбия и живее в на различни места по света, като в продължение на няколко години писателят твори на остров Гозо в Малта.
Алън Брадли живее със семейството си на остров Ман.

## Произведения

### Серия „Мистериите на Флавия де Лус“ (Flavia de Luce Mystery)
1. The Sweetness At the Bottom of the Pie (2009) – награди „Агата“ и „Дагър“ за най-добър първи криминален роман
Сладкото на дъното на пая, изд. „AMG Publishing“ (2011), прев.
2. The Weed That Strings the Hangman's Bag (2009)
Номерът с въжето, изд. „AMG Publishing“ (2012), прев. Катя Перчинкова
3. A Red Herring Without Mustard (2011)
Червена херинга без горчица, изд. „AMG Publishing“ (2012), прев. Катя Перчинкова
4. I Am Half Sick of Shadows (2011)
Преследвана от сенки, изд. „AMG Publishing“ (2012), прев. Катя Перчинкова
5. Speaking From Among the Bones (2013)
6. The Dead in Their Vaulted Arches (2014)
7. As Chimney Sweepers Come To Dust (2015)
8. The Curious Case of the Copper Corpse (2014)
9. Thrice the Brinded Cat Hath Mew'd (2016)
10. The Grave's a Fine and Private Place (2017)

### Документалистика
- Ms. Holmes of Baker Street: The Truth About Sherlock (1980) – с Уилям Сърджънт
- The Shoebox Bible (2006)

### Разкази
- Meet Miss Mullen

### Екранизации
- 2015 Flavia de Luce – ТВ сериал